# Кліп
Кліп, відеокліп (англ. video clip — «відеовідрізок») — в основному короткий за тривалістю (біля 4-5 хвилин) відрізок відео у музичному супроводі. Також часто вживаним є термін музичний кліп, коли йдеться про відео до певної музичної композиції.
На сьогодні існує багато телевізійних каналів, головною тематикою яких є музичні кліпи (українські: M1, O-TV, Enter Music тощо; зарубіжні: MTV, Viva, VH1 та інші). Існують хіт-паради, де шляхом голосування (в інтернеті, за SMS) визначають найкращі кліпи.
Кліп (англ. clip – затискач, скріпка; стрижка вовни; швидкість руху; вирізка з газети; уривок із фільму; випадок, раз; скорочене слово; зрізати, скорочувати; ковтати, пропускати літери або слова; стрімко бігти [, c. 391]) називають перш за все відеоряд, покладений на музику, що містить певну послідовність кадрів, часто не пов’язаних між собою, розділених у часовому і просторовому вимірах, які формують фрагментарний розріджений образ.
Бліп-інформація (від англ. blip – відображене / відбите зображення або викид сигналу, поява сигналу на екрані; йти на контакт, виключати частину звуку з відеозапису [, с. 244]) – це «короткі, модульні образи інформації … які годі втиснути в наші розумові каталоги … Нова образність чинить опір класифікації, … і люди Другої Хвилі (з традиційним типом мислення. – І. К.) відчувають у собі притлумлений гнів на засоби комунікації» [, с. 150]. Отже, бліп-інформація є сприятливою і комфортною формою комунікації для людей із «кліповістю». Наведені визначення «кліпа» і «бліпа» засвідчують, що ці поняття пов’язані з різними джерелами отримання інформації: «бліп» – з екранів, а «кліп» – з різноманітних джерел, тому, ураховуючи те, що вони відображають одне і те саме явище – «кліповість», ми вважаємо за доречне вживати їх як синоніми.

## Музичні відеокліпи
Музичний відеокліп призначений для ілюстрації пісні або музичної композиції. Відеокліпи в основному знімаються для показу по ТБ або в мережі Інтернет. Також кадри з кліпів часто супроводжують виконання пісні на концертах. Вони використовуються для просування альбому або синглу на ТБ.
Перші відеокліпи у форматі короткометражних фільмів на музику з'явилися ще на початку XX століття, але справжній розвиток отримали в 1960-ті на BBC. З поширенням телебачення, кліпи стали важливою частиною просування артиста. Перші шанувальники могли побачити своїх кумирів в основному на концертах і фотографіях. Тепер же для виконавців поп-музики стало так само важливо знімати якісні та оригінальні відеокліпи, як і виступати наживо. Найважливішою подією в історії музичного відеокліпу стала поява в 1979 році телеканалу MTV, який відшліфував сучасну культуру відеокліпу.
Музичні відеокліпи популярних виконавців знімають професійні режисери-кліпмейкери. Окремі кліпи за бюджетом можуть перевищувати кілька мільйонів доларів. У дорогих кліпах задіюються професійні актори, спецефекти, комп'ютерна графіка. У той же час, існують такі різновиди музичних відеокліпів, як концертний кліп (професійний запис фрагмента концерту, яка використовується для просування на ТБ) та анімаційний кліп, в якому під музику накладено анімований відеоряд.

## Кінокліп
Відеокліпи, як вид мистецтва, вийшли з повнометражного кіно в 1970-х роках, яке шукало нові форми м'юзиклів і яскраву подачу музичного матеріалу. У таких фільмах режисери застосовували прийоми компонування відеоряду на основі пісні, використовуючи сцени і ефекти, безпосередньо не пов'язані з поточним сюжетом. Приклади фільмів кліпового формату:
- «Стіна» (1982) (англ. The Wall) — кінофільм режисера Алана Паркера за сценарієм Роджера Вотерса.

- «Сезон чудес» (1985) — художній, музичний фільм режисера Георгія Юнгвальд-Хилькевича за повістю Сергія Абрамова «Мелодія раннього ранку».

- «Вище Веселки» (1986) — музичний художній фільм за однойменною повістю Сергія Абрамова, знімався в Таллінні (Естонія) Одеською кіностудією.

- «А́сса» (1987) — фільм Сергія Соловйова. Перша частина трилогії режисера «Асса».

Кінокліпи (незалежні епізоди повнометражного кіно), з таким відеодизайном, згодом використовувалися, як окремі закінчені твори. І в такому вигляді широко транслювалися на ТБ і випускалися на відеоносіях.